# Symfoni nr 4 (Henze)
Symfoni nr 4 av Hans Werner Henze komponerades 1955. Den hade premiär den 9 oktober 1963 på Universität der Künste framförd av Berlinerfilharmonikerna under ledning av kompositören själv.

## Historia
Den fjärde symfonin var ursprungligen final till akt två av Henzes opera König Hirsch. Operan skulle ha haft premiär den 23 september 1956 i Berlin. Repetitionerna gick dåligt och dirigenten Hermann Scherchen insisterade på betydande nedskärningar i partituret och som ett resultat framfördes bara hälften av musiken vid första föreställningen. Henze räddade ett av de borttagna avsnitten - musiken från finalen till andra akten - och härledde sin fjärde symfoni från den. I sitt ursprungliga operasammanhang skulle musiken ackompanjera en scen där kungen, magiskt förvandlad till en vit hjort, har flytt in i skogen och tillbringar ett år där för att fundera över sin framtid innan han inser att han måste återvända till människovärlden.
Henze skrev symfonin medan han undervisade vid Darmstadtskolans sommarkurser. Några av hans tonsättarkollegor reagerade dåligt på harmoniken i Henzes komposition.

## Struktur och stil
Symfonin är komponerad för piccolaflöjt, 2 flöjter, 2 oboeer, engelskt horn, 2 klarinetter, basklarinett, 2 fagotter, kontrafagott, 4 valthorn, 3 trumpeter, 2 tromboner, tuba, slagverk (3 musiker), harpa, celesta, piano och stråkar.
Den består av en enda sats och speltiden är omkring 20 minuter.
Den enda satsen innehåller alla normala element i den vanliga symfoniska formen. Den inleds med en kort, långsam inledning följd av en sonatformsektion, ett adagio, ett scherzo och en rondoliknande final.

## Inspelningar
- Deutsche Grammophon/Brilliant Classics - Berlinerfilharmonikerna dirigerad av Henze
- Wergo - Berlins Radiosymfoniker dirigerad av Marek Janowski